# The Man Who
The Man Who es el segundo álbum de estudio de la banda de rock escocesa Travis y que les dio reconocimiento internacional.
Fue lanzado a finales de primavera en el 1999, y alcanzó el #1 en ventas en el Reino Unido  y #8 en Australia.
El título del álbum se refiere al libro de Oliver Sacks, The Man Who Mistook His Wife for a Hat.
En 2006 el álbum fue elegido como unos de los mejores 70 álbumes de todos los tiempos.
El álbum ganó el premio al mejor álbum británico en los Brit Awards del año 2000.

## Lista de canciones
Todos los temas escritos por Francis Healy, excepto donde se señala.
1. "Writing to Reach You" – 3:41
2. "The Fear" – 4:12
3. "As You Are" – 4:14
4. "Driftwood" – 3:33
5. "The Last Laugh of the Laughter" – 4:20
6. "Turn" – 4:23
7. "Why Does It Always Rain on Me?" – 4:24
8. "Luv" (Healy-Seymour) – 4:54
9. "She's So Strange" – 3:15
10. "Slide Show" – 10:31
  - Contiene las pistas ocultas "Blue Flashing Light", empieza a 6:48.  "Slide Show" y termina a 3:35.
  - Initial pressings of the U.S. version contain additional hidden tracks "20" and "Only Molly Knows"
  - Por lo menos en UK ha habido pistas de "Blue Flashing Light", "20", y "Only Molly Knows" after "Slide Show", hay exactamente 3:14 minutos de silencio antes de "Slide Show" después de la pista oculta empiece.
  - En la edición Mexicana contiene "Blue Flashing Light", "20" y "Only Molly Knows" ocultas después de "Slide Show"
  - En Irlanda una edición limitada contenía la pista "Coming Around" (en el n.º 8) y un bonus acoustico en 3 track EP.

## Premios y nominaciones

### 2000 Brit Awards
- Best British Album (Ganaron)

### 2010 Brit Awards
- Best British Album over the Past 30 Years (Nominado)[3]

## Miembros
- Francis Healy – vocalista, guitarra
- Andy Dunlop – guitarra
- Dougie Payne – bajo
- Neil Primrose – Batería

## Posicionamiento
| Listas (1999)            | Posición |
| ------------------------ | -------- |
| UK Album Chart           | 1        |
| ARIA Album Charts        | 8        |
| Austrian Album Charts    | 46       |
| Canadian Album Charts    | 40       |
| Swiss Album Charts       | 85       |
| German Album Charts      | 34       |
| Irish Album Charts       | 2        |
| New Zealand Album Charts | 14       |
| US Billboard 200         | 135      |